# Tarundé
Tarundé, jedna od lokalnih skupina Nambikwara Indijanaca nastanjenih u prvoj polovici 20. stoljeća u džunglama brazilske države Rondônia. Prema francuskom antropologu Straussu, koji je posjetio nekoliko namkikwarskih skupina, Tarundé su bili među najbrojnijima, ali su nestali tijekom tridesetih godina, a 1939. preostalo ih je svega četvoro. 

## Vanjske poveznice
- Tristes tropiques